# Woning en atelier van Horta
In het atelier en de woning van Victor Horta, (Amerikaansestraat 25, Sint-Gillis, Brussel) bevindt zich nu het Hortamuseum. Samen met drie andere art-nouveauhuizen van Horta, behoort het tot de werelderfgoedlijst van de UNESCO, onder de inschrijving Herenhuizen van de architect Victor Horta.
Deze twee gebouwen werden gebouwd tussen 1898 en 1901 en bevatten drie trappenhuizen: een voor de bewoners, een voor het architectenbureau dat hier was ondergebracht en een derde voor de bedienden. Maar het is vooral de plattegrond en het vernieuwend ruimteconcept van het huis dat baanbrekend was: de kamers geven uit op het met een glazen lichtkoepel bekroonde trappenhuis, waardoor de lichtinval sterk wordt bevorderd.

## Uitbreiding
Het Hortamuseum wordt in 2012 uitgebreid via de aankoop van de woning links ervan, een ontwerp van architect Jules Brunfaut. Het zal na een grondige verbouwing deel uitmaken van het museum. Dit dankzij Beliris, een samenwerkingsovereenkomst waarmee de federale overheid en het Brussels Gewest de uitstraling van Brussel wil vergroten.

In de uitbreiding is er plaats voor Horta's archief: 800 gipsafdrukken van Horta's ontwerpen van deurklinken, klokken of grafmonumenten, architectuurplannen, foto's van interieurs. Er zal een bibliotheek van een vierduizend titels over Horta komen. Op de eerste verdieping is er ruimte voor wisselende tentoonstellingen over met de art nouveau verwante thema's.
Het Hortamuseum was de winnaar van de Brusselse MuseumPrijs 2012.

## Foto's

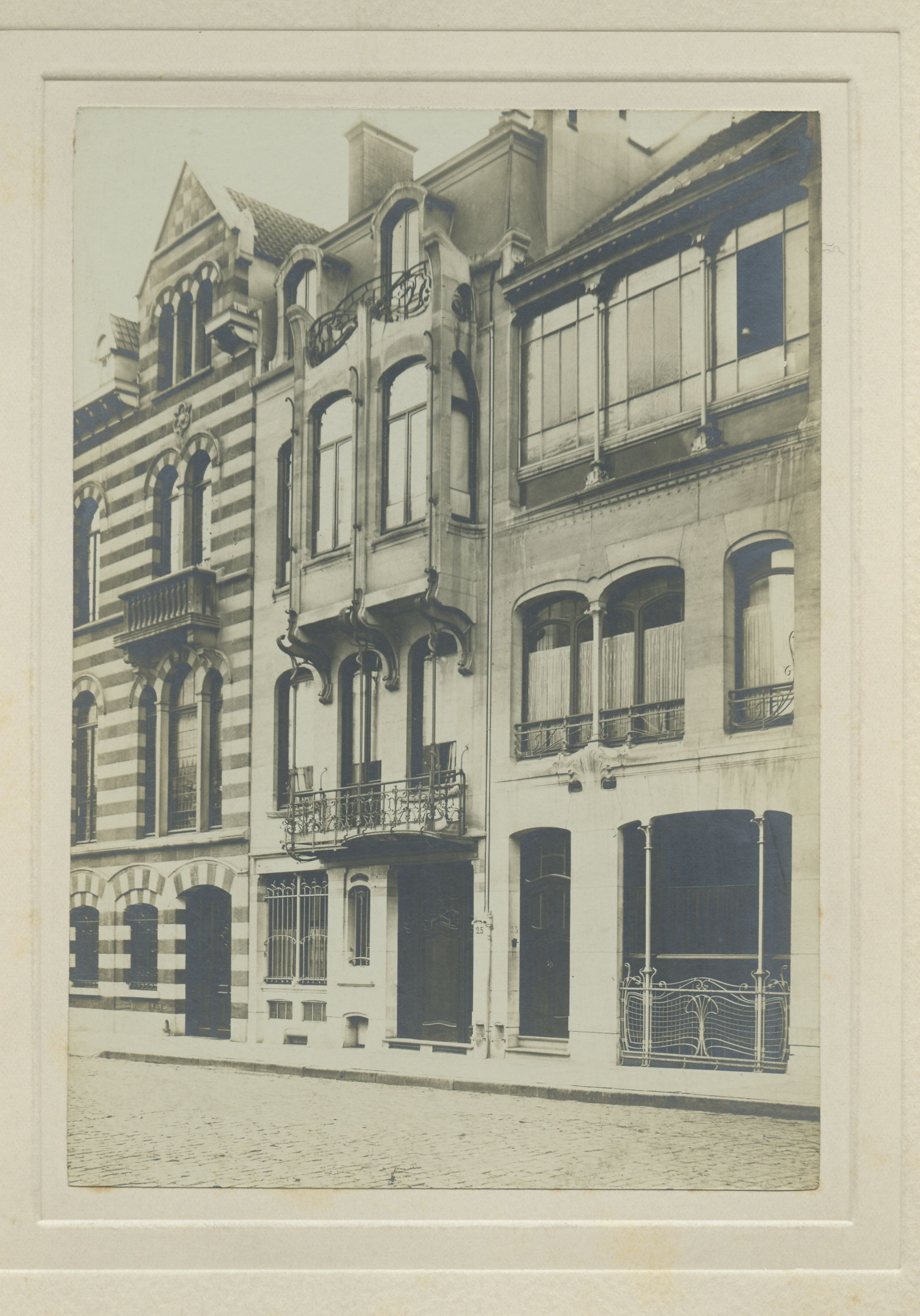
Maison Horta.
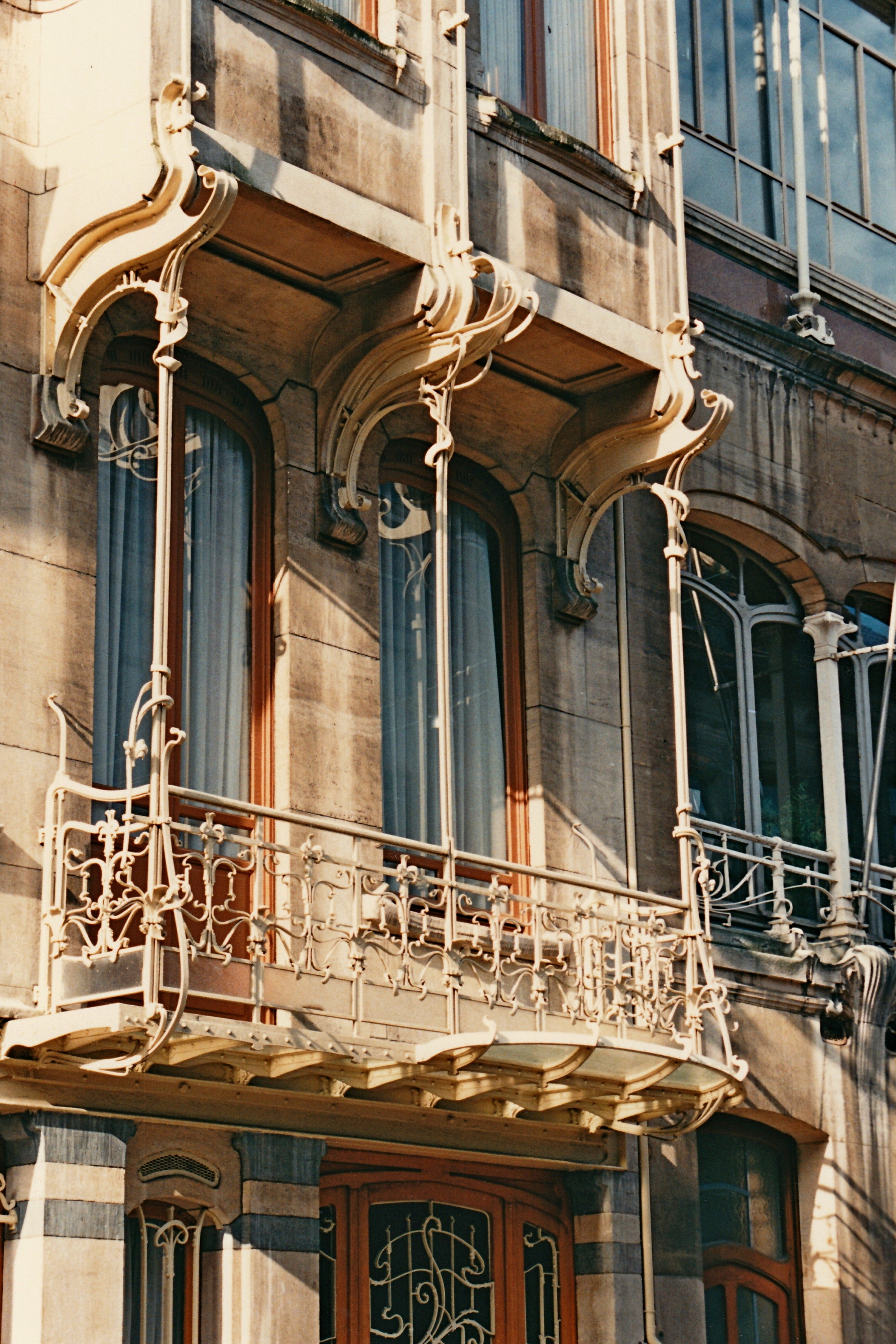
Het balkon.
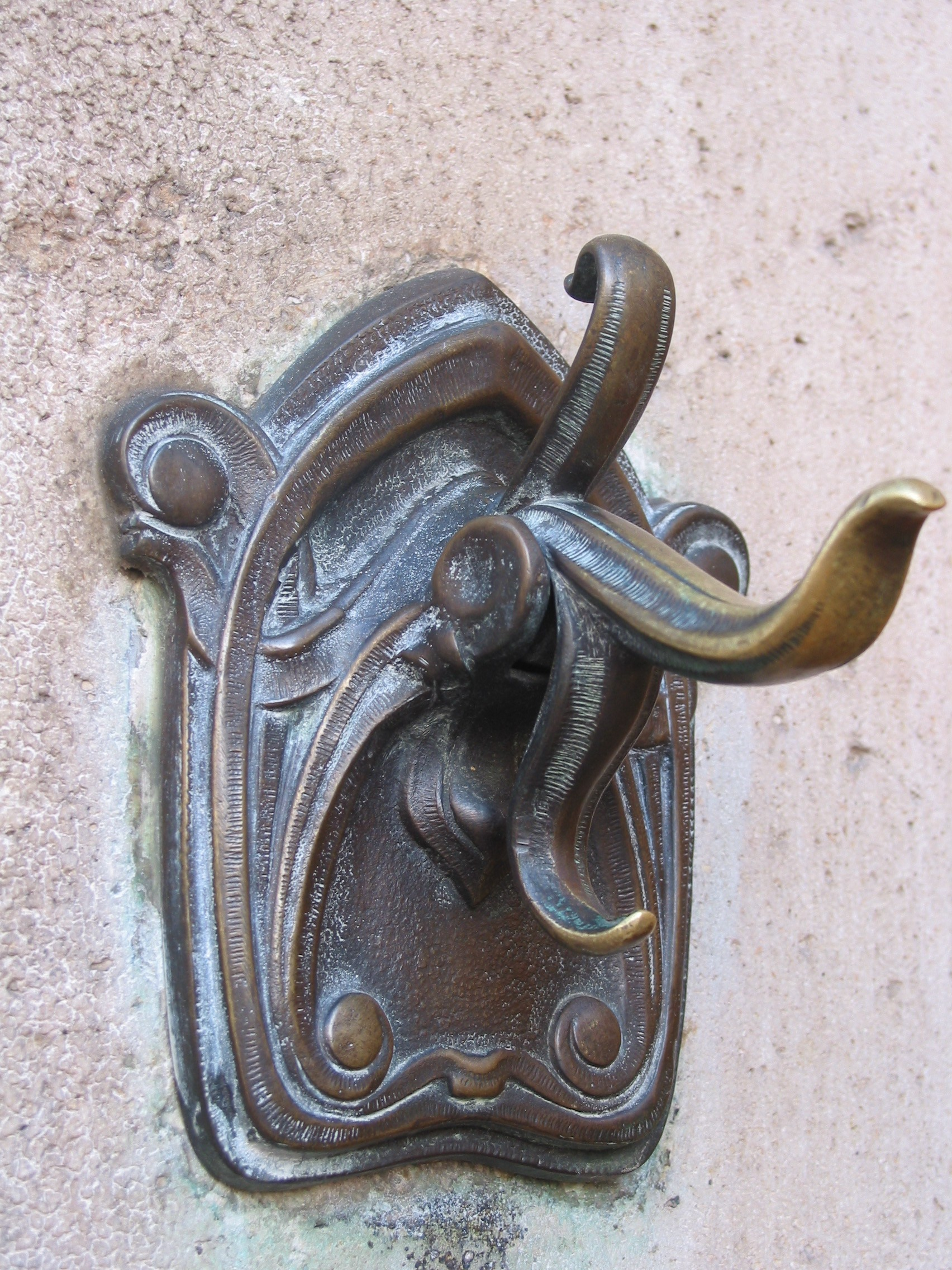
Detail van de deur.
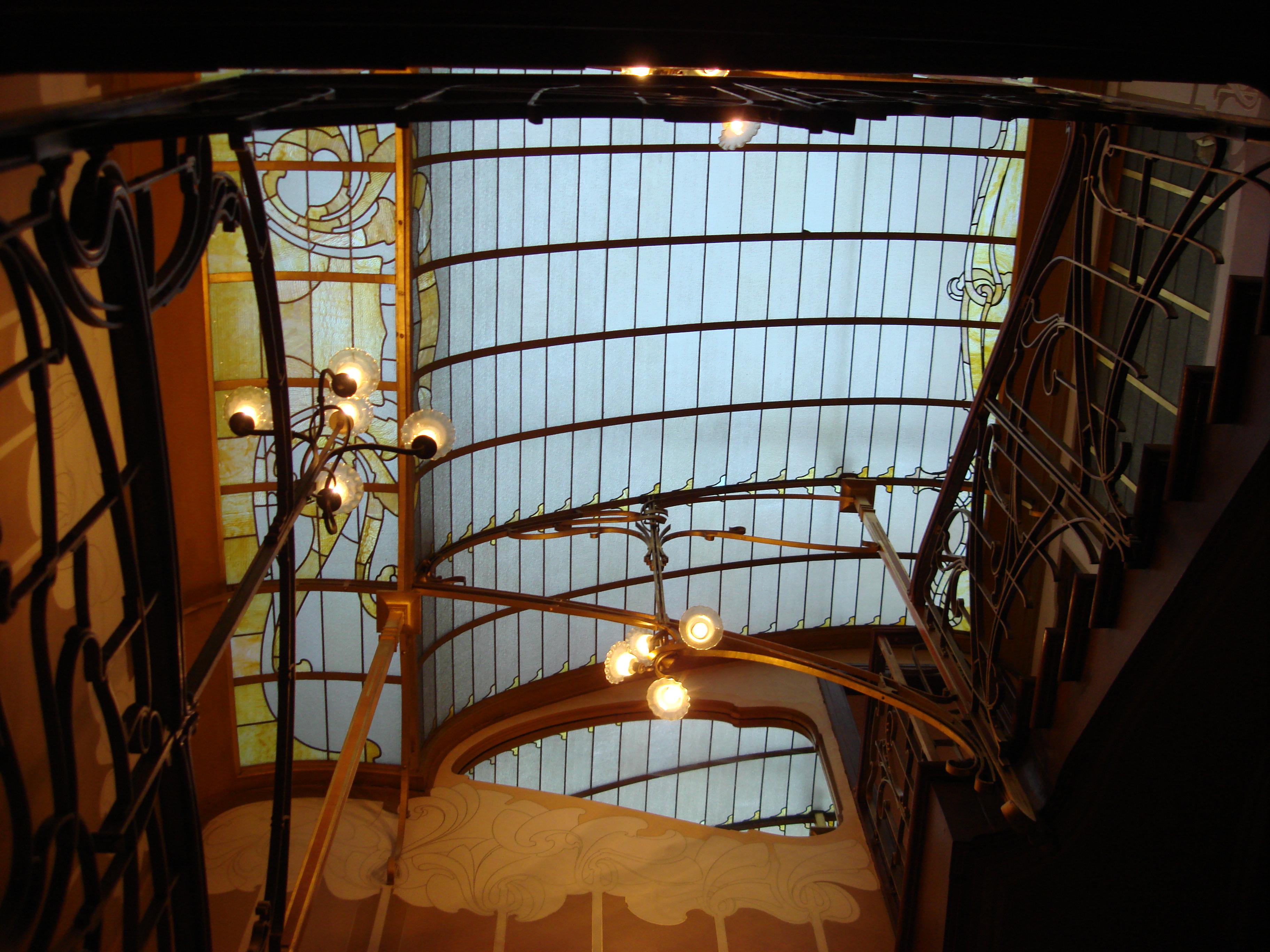
De trap.
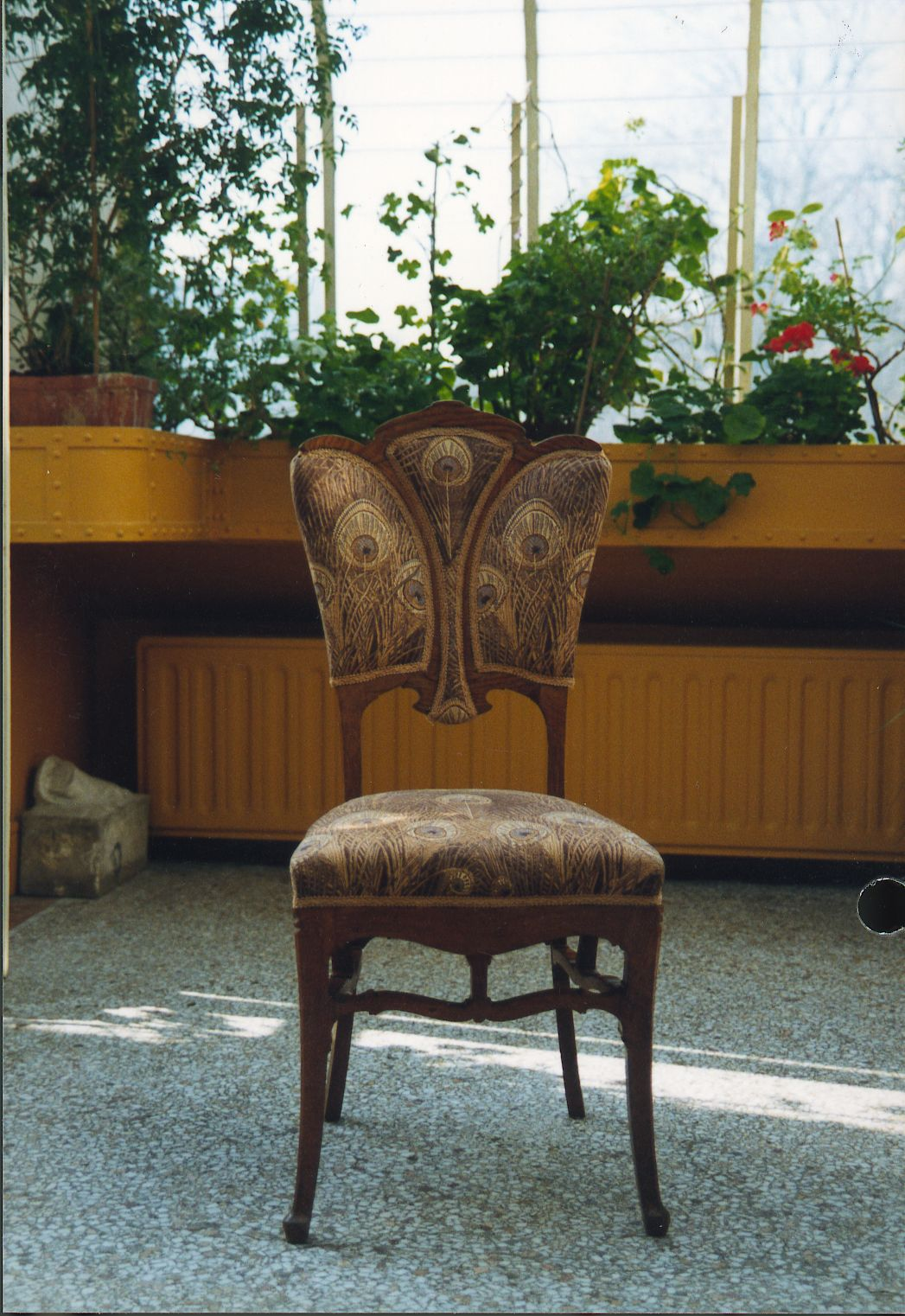
Stoel van het Tassel Huis of het Kasteel van Ter Hulpen.
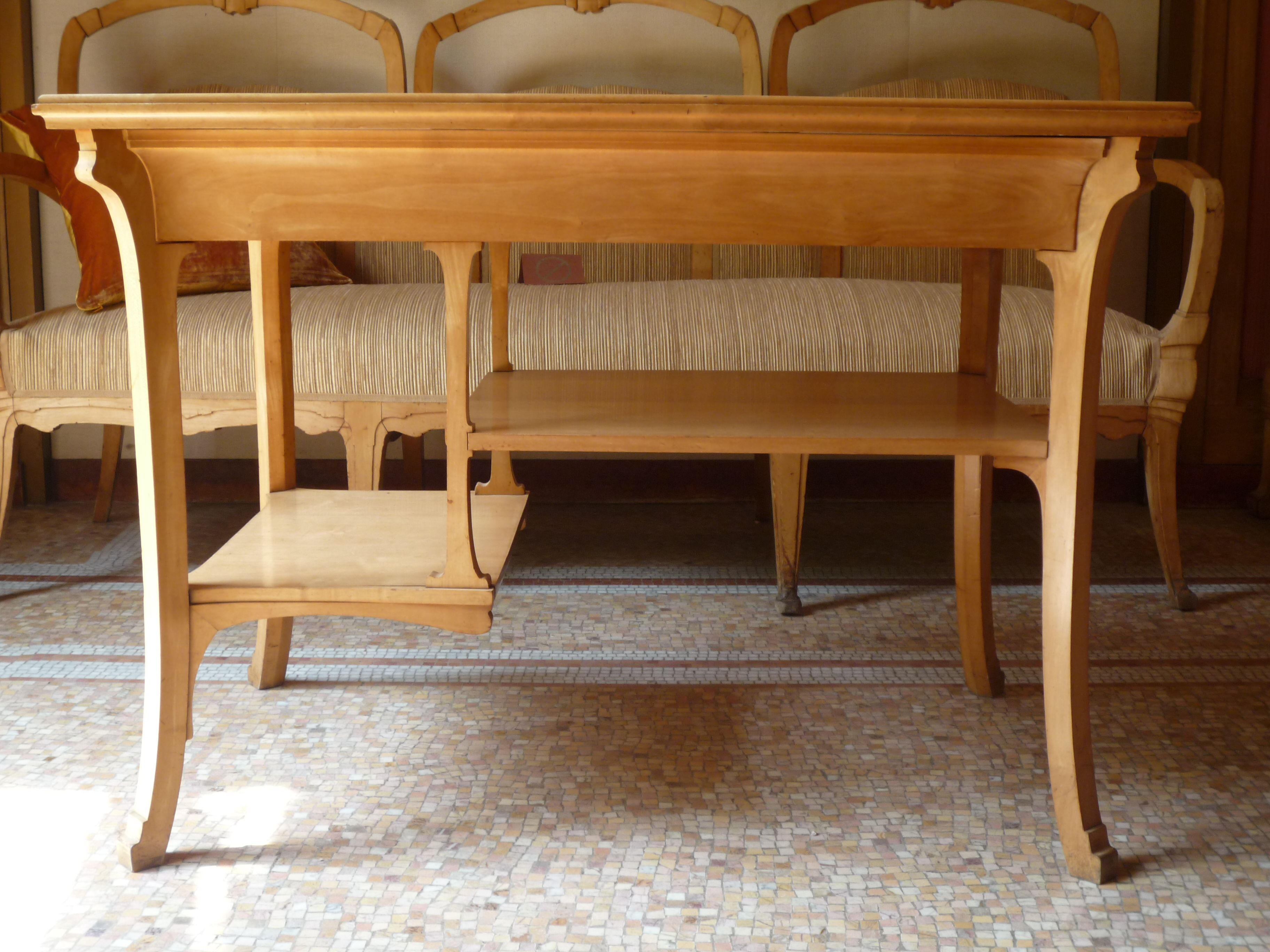
Tafel van Victor Horta, waarschijnlijk ontworpen voor de Internationale expo van Turijn 1902